# Jan Szyszko
Jan Feliks Szyszko, né le 19 avril 1944 à Stara Miłosna et mort le 9 octobre 2019, est un homme politique polonais membre de Droit et justice (PiS).

## Biographie
Jan Szyszko rejoint l'Accord du centre (PC) en 1991 et en devient vice-président en 1996. L'année d'après, il postule à un mandat de député dans la circonscription de Varsovie sur la liste de l'Alliance électorale Solidarité (AWS), mais échoue à se faire élire à la Diète. Il est cependant nommé ministre de l'Environnement, des Ressources naturelles et des Forêts le 31 octobre 1997, dans le gouvernement de Jerzy Buzek.
Relevé de ses fonctions le 19 octobre 1999, il est désigné secrétaire d'État à la chancellerie du président du Conseil des ministres. Il est notamment chargé de représenter la Pologne à la COP 5 de Bonn.
Il rejoint en 2001 le nouveau parti conservateur Droit et justice (PiS) et se présente aux élections législatives du 23 septembre dans la circonscription de Piła. Bien qu'il engrange 4 108 votes préférentiels, il échoue de nouveau à se faire élire. À l'ouverture de la législature, PiS le désigne membre du tribunal d'État.
Dans la perspective des élections législatives du 25 septembre 2005, il est investi dans la circonscription de Varsovie-II. Il totalise 7 042 voix préférentielles et remporte son premier mandat parlementaire. Le 31 octobre suivant, il est de nouveau nommé ministre de l'Environnement, dans le gouvernement de Kazimierz Marcinkiewicz. Il est confirmé dans ses fonctions quand Jarosław Kaczyński prend le pouvoir, le 14 juillet 2006.
Il se voit réélu à la Diète au cours des élections législatives du 21 octobre 2007, avec un total de 15 623 voix de préférence, le deuxième meilleur résultat de la circonscription après Ludwik Dorn, président sortant de la chambre basse. Il quitte son ministère le 16 novembre, du fait d'un changement de majorité. Il remporte un troisième mandat de député lors des élections législatives du 9 octobre 2011, engrangeant 13 636 suffrages préférentiels, se classant ainsi cinquième dans Varsovie-II.
Aux élections législatives du 25 octobre 2015, il est une nouvelle fois élu, avec 15 015 votes de préférence, établissant le quatrième score de la circonscription. Le 16 novembre suivant, Jan Szyszko est nommé – pour la troisième fois de sa vie – ministre de l'Environnement, dans le gouvernement de Beata Szydło.